# British Columbia Highway 31A
Der Highway 31A in British Columbia, Kanada hat eine Länge von 47 km. Er ist die Verbindung zwischen den Highways 6 und 31 zwischen New Denver und Kaslo. Der Highway folgt bei New Denver dem Carpenter Creek nach Nordost und behält diese Richtung bis zum Fish Lake bei. Ab dort führt die Route nach Südost vorbei am Flughafen Kaslo und mündet im Ortszentrum in den Highway 31.